# Hyposmocoma partita
Hyposmocoma partita is een vlinder uit de familie van de prachtmotten (Cosmopterigidae). De wetenschappelijke naam van de soort is voor het eerst geldig gepubliceerd in 1907 door Thomas de Grey Walsingham.